# アシロ目
アシロ目（学名: Ophidiiformes）は、硬骨魚類の分類群の一つ。2亜目4または5科で構成され、約120属に540種以上が所属する大きなグループである。サンゴ礁域から海溝の深部に至るまで、幅広い分布域をもつ。一部に淡水魚・汽水魚も含む。

## 概要
アシロ目の魚類はほとんどが海水魚であるが、フサイタチウオ科の一部は淡水域に生息する。深海に生息する種類が多く、アシロ科に所属するヨミノアシロは水深8,370mで確認されている。体型は細長く、タラ類に似て尾部が伸長している。腹鰭は喉の位置にあり、鰭としての形態は不明瞭で1-2本の軟条からなる。背鰭と臀鰭の基底は長く、尾鰭とつながっていることが多い。長い鰭と体をくねらせるようにして、海底近くを遊泳する底生魚である。吻部の両側に二対の鼻孔を持つ。アシロ亜目は卵生であるが、フサイタチウオ亜目の魚類は卵胎生で、雄は交接器を有する。

## 分類
アシロ目はアシロ亜目とフサイタチウオ亜目の2亜目からなり、Nelson (2006) ではアシロ科・カクレウオ科・フサイタチウオ科・ソコオクメウオ科・ニセイタチウオ科の5科、100属が設置される。Møller et al. (2016) による分子系統解析では、新たにアカネイタチウオ科が設立され、ソコオクメウオ科をフサイタチウオ科に含める見解が示された。Campbell et al. (2017) によれば、ニセイタチウオ科はフサイタチウオ科に含まれる。少なくとも540種が含まれ、FishBaseでは4科に約560種が記載されている。

### アシロ亜目
アシロ亜目 Ophidioidei にはアシロ科およびカクレウオ科が含まれ、およそ58属300種が所属する。卵生で、雄は交接器を持たない点でフサイタチウオ亜目とは区別される。背鰭・臀鰭と連続した尾鰭を持つ。カクレウオ科は浅い海域に生息するが、アシロ科には深海魚が多い。

#### アシロ科

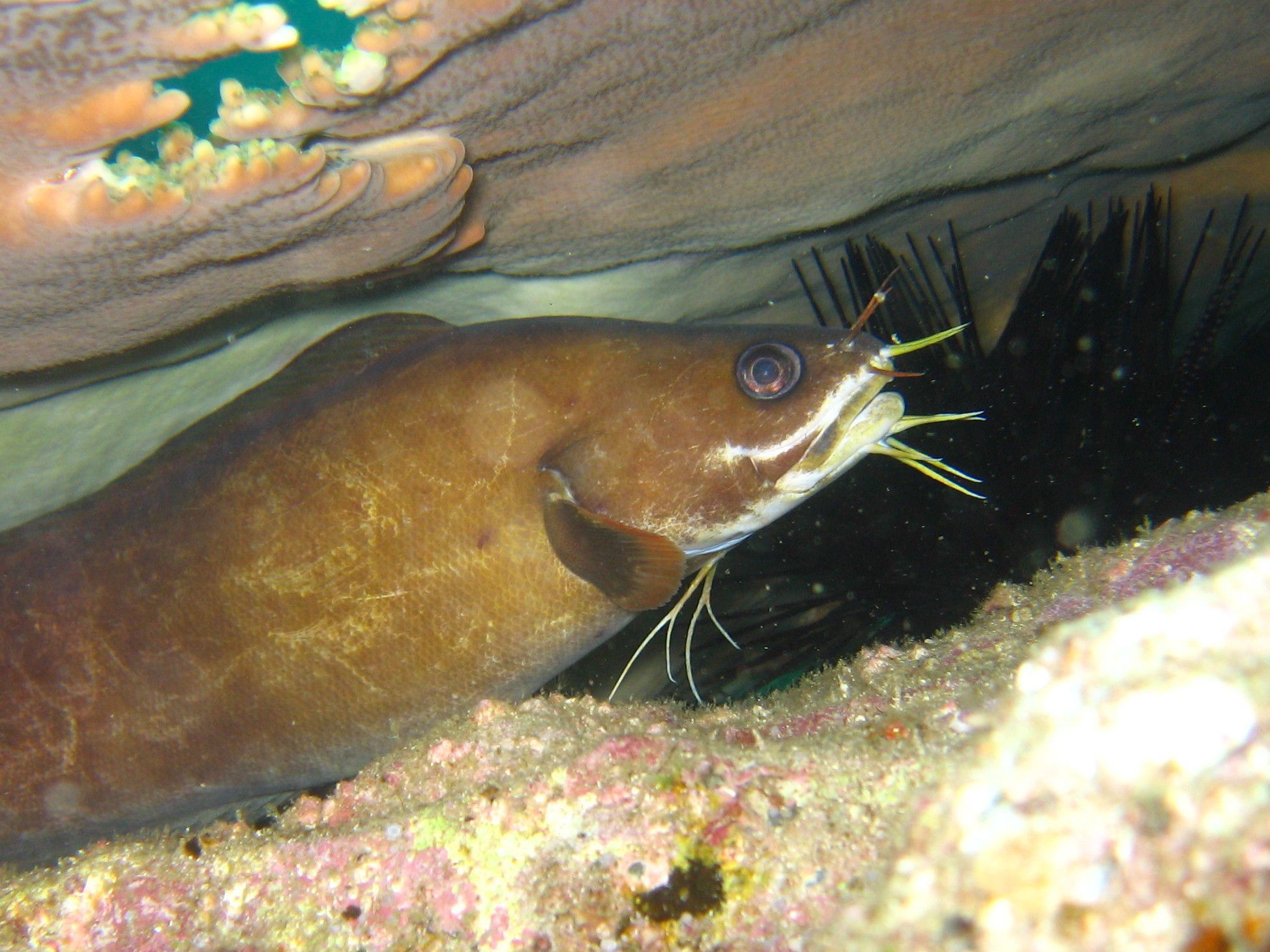
イタチウオ Brotula multibarbata（イタチウオ属）。アシロ科の中では数少ない浅海魚で、食用にされる

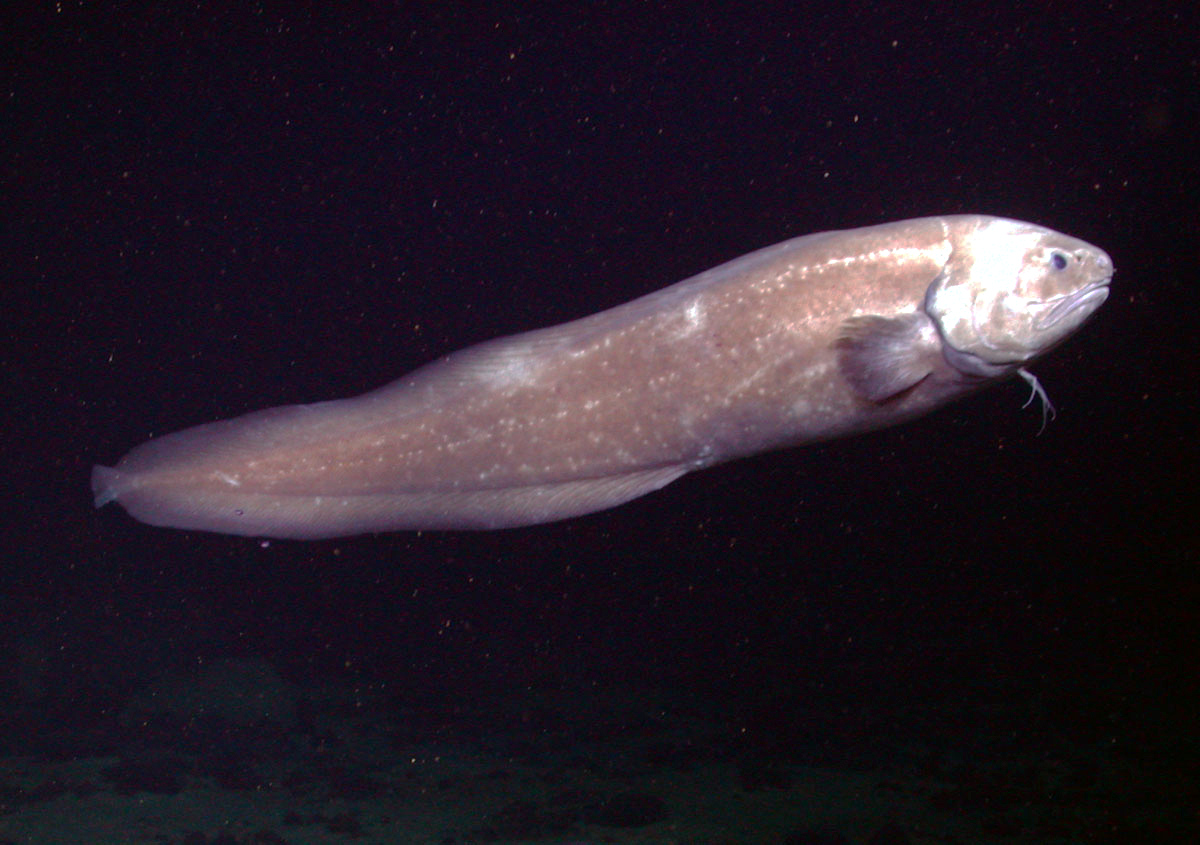
ソコボウズ Spectrunculus grandis（ハダカイタチウオ属）。世界最深部の魚類の1種。海溝付近の海底で生活し、7,000m以深からの採集記録がある

アシロ科 Ophidiidae は4亜科50属265種を含み、アシロ目で最大のグループとなっている。FishBaseでは50属276種が記載されている。背鰭の鰭条の長さは臀鰭と同じか、あるいはさらに長い。肛門と臀鰭の起始部は胸鰭よりも後方にある。ほぼ全ての属が深海で底生生活を送る。食用魚として利用される大型種は南半球に多い。
- イタチウオ亜科 Brotulinae 1属6種。吻（口先）と顎にヒゲがある。
  - イタチウオ属 Brotula
- オビアシロ亜科 Brotulotaeninae 1属4種。ヒゲはない。
  - オビアシロ属 Brotulotaenia
- アシロ亜科 Ophidiinae 8属約65種。ヒゲはなく、腹鰭の位置は極端に前寄りである。リング（Genypterus blacodes）は輸入食用魚として知られる。
  - アシロ属 Ophidion
  - 他7属（Genypterus など）
- シオイタチウオ亜科 Neobythitinae 40属約200種。腹鰭を欠く種類がある。沿岸から超深海帯まで、分布域は広範囲にわたる。本亜科は単系統ではない。
  - イトヒキイタチウオ属 Homostolus
  - ウミドジョウ属 Sirembo
  - オオイタチウオ属 Bassogigas
  - オザワアシロ属 Bathyonus
  - クマイタチウオ属 Monomitopus
  - クロウミドジョウ属 Luciobrotula
  - クロソデイタチウオ属 Epetriodus
  - コガシラアシロ属 Barathrites
  - コンニャクイタチウオ属 Lamprogrammus
  - シオイタチウオ属 Neobythites
  - シロチョウマン属 Glyptophidium
  - スイセイアシロ属 Benthocometes
  - タライタチウオ属 Porogadus
  - ハゴロモアシロ属 Mastigopterus
  - ハダカイタチウオ属 Spectrunculus
  - ハナトゲアシロ属 Acanthonus
  - ハリダシアシロ属 Xyelacyba
  - ヒメイタチウオ属 Pycnocraspedum
  - フクメンイタチウオ属 Bassozetus
  - フリソデアシロ属 Eretmichthys
  - モモイタチウオ属 Dicrolene
  - ヨミノアシロ属 Abyssobrotula
  - ヨロイイタチウオ属 Hoplobrotula
  - リュウジンアシロ属 Alcockia
  - 他17属

#### カクレウオ科

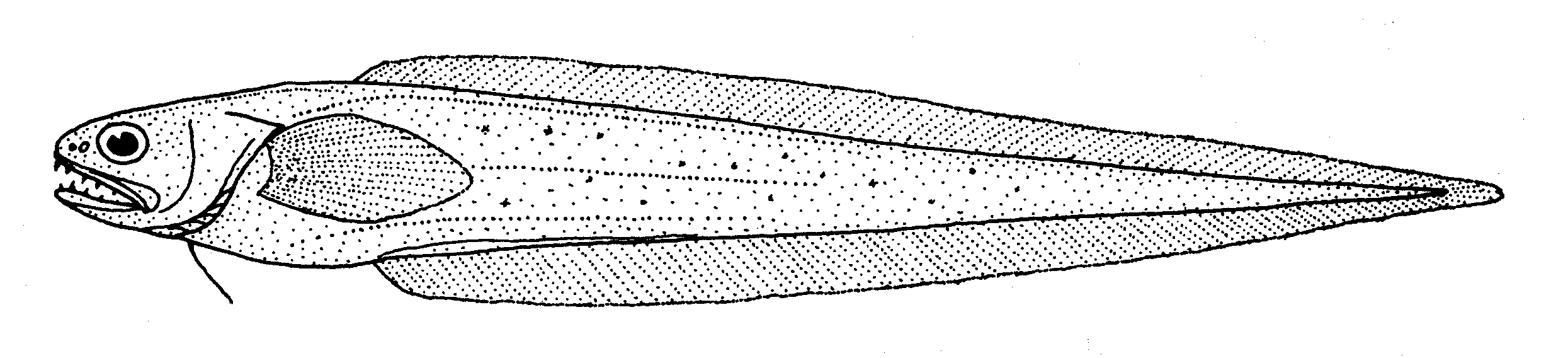
オニカクレウオPyramodon ventralis（オニカクレウオ属）。他生物との共生はせず、自由生活を送る

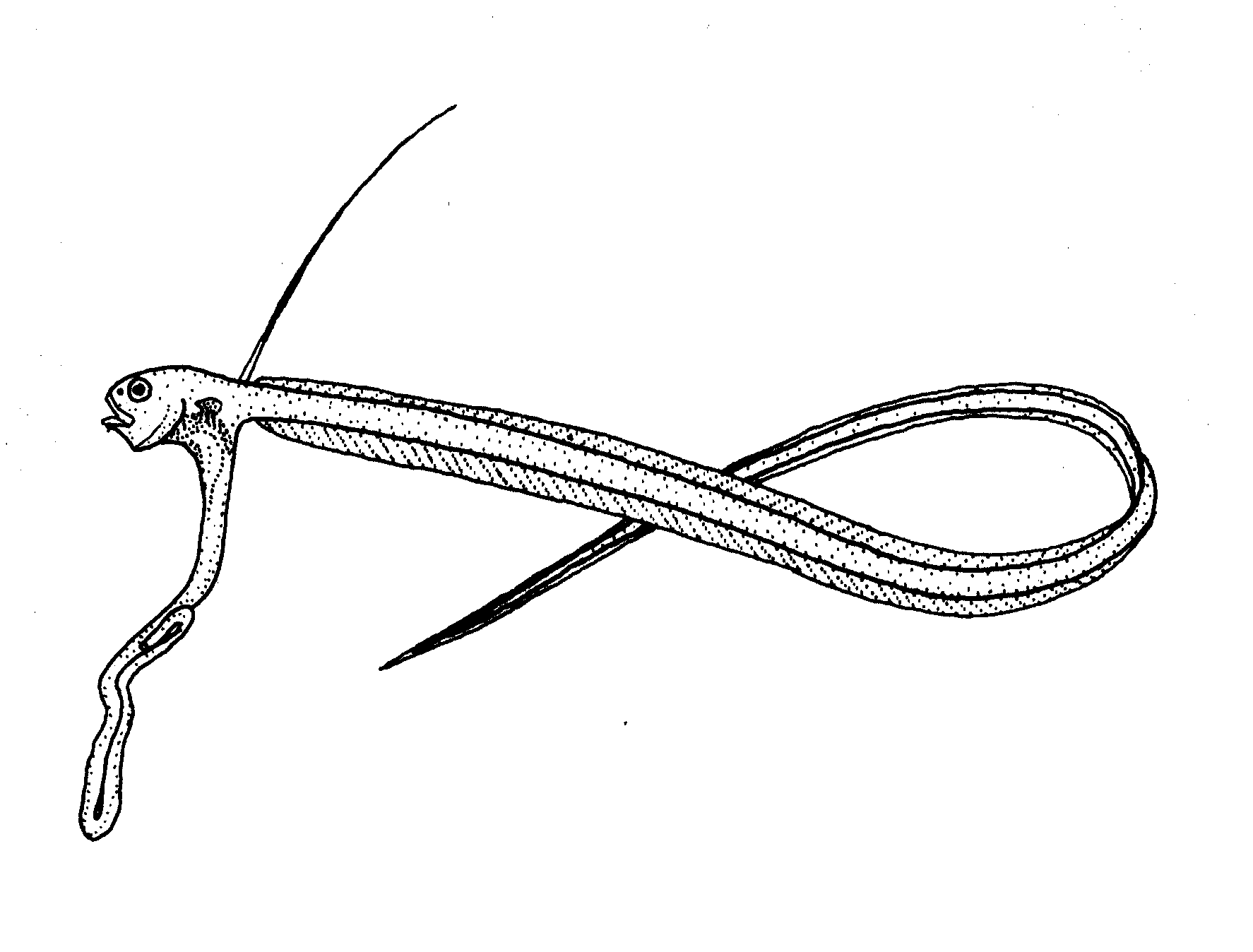
Echiodon rendahli（クマノカクレウオ属）の幼魚。カクレウオ科魚類の幼魚は特徴的な形態をとる

カクレウオ科 Carapidae は3亜科8属35種からなる。幼生は背鰭の第1棘が長く伸びた独特の形態をしている。背鰭の鰭条は臀鰭のそれよりも短い。肛門と臀鰭の起始部は体の前方、普通は胸鰭よりも前にある。鰓は大きく開き、鰓蓋骨にはトゲがない。本科魚類の多くはナマコや貝類の体内に隠れ住む習性を持つ。幼生期は2期に分けられ、第1期には浮遊生活を送るが、第2期には背鰭・体長がともに短くなり、この時期に他生物との共生を開始するとみられている。
- オニカクレウオ亜科 Pyramodontinae 3属7種。胸鰭は頭部とほぼ同じ長さ。
  - オニカクレウオ属 Pyramodon
  - ソコカクレウオ属 Eurypleuron
  - Snyderidia属
- カクレウオ亜科 Carapinae 4属29種。胸鰭の長さは頭部よりずっと短い。腹鰭を欠く。
  - カクレウオ属 Encheliophis
  - クマノカクレウオ属 Echiodon
  - シロカクレウオ属 Carapus
  - シンジュカクレウオ属 Onuxodon
- Tetragondacninae 1属1種。
  - Tetragondacnus 属

### フサイタチウオ亜目
フサイタチウオ亜目 Bythitoidei はフサイタチウオ科、アカネイタチウオ科およびニセイタチウオ科を含み、およそ60属240種以上から構成される。ニセイタチウオ科をフサイタチウオ科に含める場合もある。卵胎生で、雄は属・種ごとに形態の異なる交接器を持ち、分類に利用されている。尾鰭は背鰭・臀鰭と連続するか、あるいは独立している。

#### フサイタチウオ科

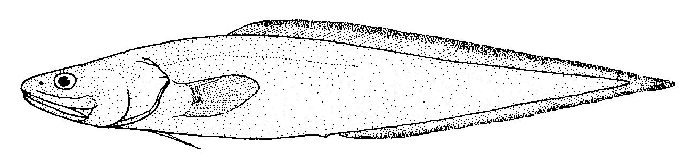
オオソコイタチウオ属の1種（Cataetyx messieri）。尾鰭は背鰭・臀鰭と連続する

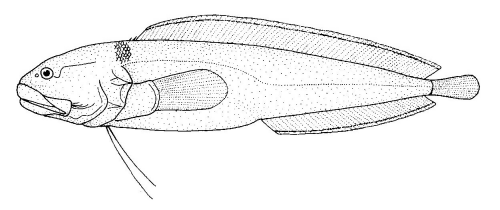
Bidenichthys consobrinus（フサイタチウオ科）。尾鰭は独立して存在

フサイタチウオ科 Bythitidae は37属107種を含む。尾鰭の連続性に基づき、2亜科（BythitinaeおよびBrosmophycinae）に細分されることもある。鱗と浮き袋をもち、鰓蓋骨には鋭いトゲがある。サンゴ礁から深海まで幅広く分布し、約5種が淡水・汽水域に生息する。浅海に生息する種類は一般に小型・夜行性であり、未記載種が多数存在するため今後分類が拡大する可能性がある。Lucifuga 属には6種の盲目魚が含まれ、鍾乳洞などに生息している。
- オオソコイタチウオ属 Cataetyx
- サラサイタチウオ属 Saccogaster
- セダカイタチウオ属 Oligopus
- ネッタイイタチウオ属 Brosmophyciops
- フサイタチウオ属 Abythites
- ボライタチウオ属 Diplacanthopoma
- 他29属（Ogilbiaなど）

#### ソコオクメウオ科

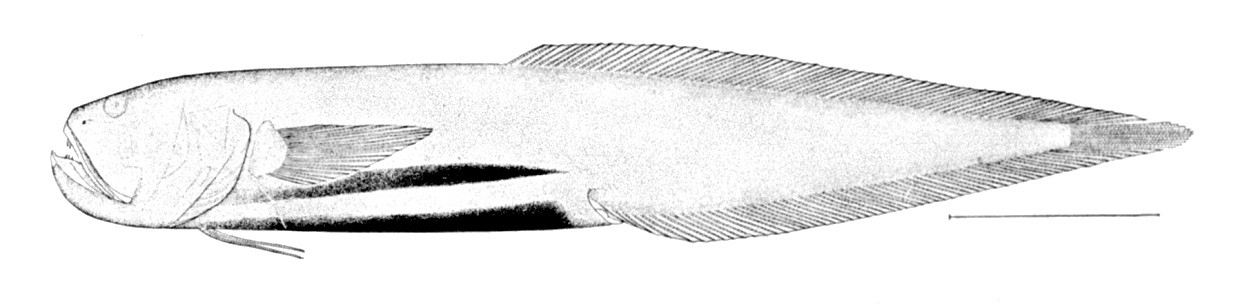
ソコオクメウオ属の1種（Barathronus bicolor）。ソコオクメウオ科の魚類は退化的な目が特徴である

ソコオクメウオ科 Aphyonidae は6属22種を含む。眼は退化的で、鱗と浮き袋がない。鰓蓋骨のトゲはないか、あるいは小さい。ほとんどの種類は700m以深に生息する。現在はフサイタチウオ科に含める見解がある。
- ソコオクメウオ属 Barathronus
- 他5属（Aphyonus、Meteoria、Nybelinella、Parasciadonus、Sciadonus）

#### ニセイタチウオ科
ニセイタチウオ科 Parabrotulidae は2属3種を含む。ウナギのように細長く、腹鰭を持たない。本科の分類学上の位置に関しては議論があり、アシロ目に含めないとする見解もある。
- Leucobrotula 属
- ニセイタチウオ属 Parabrotula

#### アカネイタチウオ科
アカネイタチウオ科 Dinematichthyidae は25属114種を含む。フサイタチウオ科から分割された。
- リュウキュウイタチウオ属 Alionematichthys
- サンゴイタチウオ属 Diancistrus
- アカネイタチウオ属 Dinematichthys
- 他22属